# 古拉格群岛
《古拉格群岛》（俄语：Архипелаг Гулаг），全称《古拉格群岛：文艺性初探》，是由俄国作家、历史学家亚历山大·索尔仁尼琴所编著的一部反映苏联强制劳动和集中营生活全貌的非虚构作品，共三卷。本书于1973年第一次出版，1982年在中国大陆第一次出版。索尔仁尼琴借助对当时的新闻报道、政府公报、日记、法律文件、自己的亲身经历，以及在出獄後他先后对于分布在古拉格体系共计270人的采访收集与汇总，于1958至1968年期间所作，耗时10年，共计160余万字。在俄语中，古拉格（ГУЛАГ）一词是劳改营管理总局（Главное управление лагерей）的缩写，实際上蘇聯並无古拉格群島這個地方，索尔仁尼琴用这一名称将整個苏联比作海洋，而在這個海洋上遍布着带有古拉格的岛屿（即古拉格群岛），暗示古拉格制度的广泛性。
自出版后，古拉格群岛一直被苏联政府禁止出版，但仍以地下出版物的形式在苏联流通。直至1989年本书才在文学杂志《新世界》上发行（其中有三分之一以三期的形式在杂志发行）。苏联解体后，古拉格群岛得以在俄罗斯正式出版。

## 内容
在结构上，本书由三卷，七个部分组成，分别为第1-2部分、第3-4部分和第5-7部分。从一定层面上讲，古拉格群岛追溯到了1918年至1956年的苏联古拉格制度的历史。索尔仁尼琴以列宁起笔，他曾和捷尔任斯基等人在十月革命后不久制定了最初的法令，并建立了一系列的的法令和古拉格制度的雏形。在这些劳改营里，政治犯与普通罪犯都被判处以强迫劳动。随后，本书描述并评价了在大清洗浪潮的背景下古拉格体系发的展与作秀审判的聚集；其中，索尔仁尼琴颇为关注有特别目的法律与苏联官僚主义的发展。
文章的结尾，赫鲁晓夫在苏共二十大上发表了演讲，谴责了对约瑟夫·斯大林的个人崇拜、斯大林本人的极权和在斯大林时代广泛存在的全民监控。尽管这次演讲在很长时间内都未在苏联公开，但它却打破了古拉格制度中最残暴的做法。
尽管索尔仁尼琴和其他一些人曾在呼吁人们正视古拉格遗产上做出了很多努力，但直到1980年代，古拉格在苏联仍是一个禁忌。此外，索尔仁尼琴还意识到，虽然先前的很多做法都已被停止，但原先的体系的基本结构仍然存在，未来的领导人仍有恢复和扩大该体系的可能。然而，当赫鲁晓夫、共产党和苏联在西方的支持者认为古拉格集中营是对斯大林主义的背离时，索尔仁尼琴和许多反对派却倾向于把它看作是苏联政治文化的系统性错误——是布尔什维克政治的必然结果。
为了与这段时间的历史和法律相对应，索尔仁尼琴遵循了成为“泽克”(俄罗斯俚语，意为囚犯，由“zakliuchennyi”常用的简写“z/k”演变而来）的一般流程和他们的生活：从逮捕、作秀审判、最初的拘留到被“运输”到“群岛”，罪犯待遇和一般生活条件，泽克的类别及技术监狱制度，叛乱和罢工（肯吉尔起义）；服刑期满后的流放以及最终（但并不能保证）释放。顺着这条“泽克之路”，索尔仁尼琴详细地描述了一个普通囚犯生活中琐碎而平凡的事件和包括起义在内的古拉格史上的重要事件。

索尔仁尼琴在书中写到：
「麦克白的辩解显然是无力的——他的良心摧毁了它。甚至，在良心面前，雅各也不过是一只小羊羔。莎士比亚笔下的坏人们的想象力和手腕也不过停留在几十具尸体上。这正是因为他们没有意识形态。意识形态！——它使暴行得到所需的辩解，使坏人得到所需的持久而坚强意志。“意识形态”是一种社会理论，这种理论使恶棍能够在自己和别人面前粉饰自己的行为，使他听到的不是责难，不是咒骂，而是颂扬和称誉。宗教裁判所是为了基督教、征服者是为了使祖国威名远扬，殖民者是为了文明、纳粹分子是种族、雅各宾派和布尔什维克（早期和晚期）则是为了下一代人的平等、博爱与幸福。」——古拉格群岛, 第四章, 173页
此外，在文中，索尔仁尼琴不仅一共列舉31種刑訊方法，從心理上的折磨到肉體上的摧殘無所不包、無所不用其極。秘密員警在生理上耗盡犯人的體力，在精神上徹底摧垮其僥倖心理，还描写了契卡人员如何逮捕和关押政治犯，以及纵容刑事犯残害政治犯的事实。
虽然早在20世纪30年代，有关于披露苏联监狱体系和劳改营制度的作品就已经西方社会所熟知，然而在本书出版前，大众却从未这样亲切地感受到古拉格的恐惧。特别是围绕着有关于本书的争议，很大程度上正是由于索尔仁尼琴明确地、煞费苦心地把古拉格制度的理论、法律和实践的起源归结于列宁，而非斯大林。在索尔仁尼琴看来，斯大林只是强化而并非缔造了古拉格体系。索尔仁尼琴的这一观点在改变原先很多西方学者认为古拉格制度不过是“斯大林主义的失误”的看法上有着重要意义。

## 影响与评价
自2009年起，俄罗斯的学校将古拉格群岛列为了必读书。在与索尔仁尼琴的遗孀娜塔莉亚·雷谢托夫斯卡娅交谈中，时任俄罗斯总统弗拉基米尔·普京曾表示俄国对这本书“非常需要”。俄罗斯联邦教育部则称该书展现了“20世纪国内历史进程中至关重要的历史和文化遗产”。俄罗斯人权组织纪念的领导人阿森尼·罗金斯基表示支持普京将古拉格群岛中的内容重新选入教科书中。
虽然娜塔莉亚·雷谢托夫斯卡娅为俄罗斯的学生们制作了一个删减版，但她在回忆录中写到，她的丈夫并未把古拉格群岛当做是对于古拉格体系在历史和科学上的研究，而是将其作为对“古拉格传统”的收集。索尔仁尼琴曾计划将这些资料用在他未来的作品中。在回忆录中，她还写到她对西方媒体把古拉格群岛视作是“庄严的、最后的真理”表示困惑，并认为这是“高估且错误的”。然而，米特洛新档案却披露称雷谢托夫斯卡娅的回忆录是克格勃为了中伤和诋毁索尔仁尼琴所伪造的。 
小说家多丽丝·莱辛评价这本书“打败了一个帝国”，与此同时，迈克尔·斯科梅尔也作出了相似的评价，他认为古拉格群岛可以等同于对苏联当局的一次挑战，它使得人们对苏共的合法性产生质疑，并进而为下一次革命提供了契机。自由主义哲学家以赛亚·伯林表示“在古拉格之前，苏共和它的盟友们一直在说服他们的追随者，让他们相信对现政权的指控大多都来源于资产阶级的宣传。”美国外交官乔治·凯南认为本书是“现代历史上对一个政治政权的最有力的单项指控” 。作家汤姆·巴特勒-鲍登则把本书描述为“索尔仁尼琴的纪念从布尔什维克革命到二十世纪五十年代期间被苏联当局折磨和杀死的数百万人的纪念碑 。” 俄罗斯总统普京则称：“这是一本非常需要的书。不研究书中所记录的现实，我们无法全面了解我们的国家。不全面了解我们的国家，思考未来必将困难重重。”在中国大陆，有理论认为《古拉格群岛》记录的不是前苏联体制改变人，而是消灭人的历史。中国政法大学学者萧瀚认为索尔仁尼琴在这本书以白描的手法，末加任何渲染，也没有无谓矫饰地叙述了苏联劳改营的产生、发展和逐渐衰败(但不是崩溃，而是死而不僵)的过程，对其中涉及的一些本质性敏感问题也毫不回避，充分体现了一个作家的良知和勇气。澳大利亚节目The book show认为这本书帮助人们揭露了苏联制度的残酷性。心理学家乔丹·彼得森曾表示古拉格群岛是二十世纪最重要的著作。历史学家和档案研究者Stephen G. Wheatcroft把这本书视为“一部文学上的杰作、对苏联当局尖锐的控诉并对俄国人在苏联镇压的意识上产生了极为重要的影响”。他还表示，古拉格群岛是一部文学和政治兼具的作品并从未声明以社会科学和历史的角度对古拉格的规模进行精确估计。在他看来，索尔仁尼琴给出比苏联当局更高的数据是因为他想挑战其“劳改营规模比这个数据少”的观点。
加州大学洛杉矶分校历史学家Arch Getty在他的书中提及到到索尔仁尼琴的方法论时却表示，“本书在历史学的其他领域里显然是不被接受的”。Gabor Rittersporn对Getty的批评表示认同，在他看来:“索尔仁尼琴在选择材料时更加倾向于优先考虑模糊的回忆与传闻并因自己的经历而无法避免选择性偏见的产生”。然而在德国时代周报的一次采访中，英国历史学家奥兰多·费吉斯宣称在他对他所采访的前古拉格犯人的采访中发现他们对古拉格群岛有着很强的认同感，甚至无法区分自己的亲身经历和书中所涉及的内容。前共产党党员、持不同政见者和历史学家罗伊·亚历山德罗维奇·梅德韦杰夫曾表示这本书是“极其矛盾”的。然而，在对古拉格群岛的书评里，梅德韦杰夫却高度赞扬了这本书，他评价称“我相信很少有人会在打开这本书的第一页时就将它丢弃在桌上。我想，在文学方面，无论是其他的俄国文学还是世界文学都无法与索尔仁尼琴的书相匹敌。”

## 电视纪录片
俄罗斯的电视频道俄罗斯-K于2009年12月12日播出了由Jean Crépu和Nicolas Miletitch所制作的法国纪录片《L'Histoire Secrète de l'Archipel du Goulag》 ，并将其译作《Taynaya Istoriya “Arkhipelaga GULAG”》（解密古拉格群岛）。纪录片披露了索尔仁尼琴写作并出版古拉格的故事。

## 参見
- 古拉格
- 卢比扬卡
- 索洛维茨
- 科雷马
- 卢莫次卡
- 苏联对少数民族的迫迁
- 苏联对基督教徒的迫害
- 大清洗
- 肃反
- 契卡
- 国家政治保卫局
- 殖民区